# Katedra Matki Bożej Fatimskiej w Kairze
Katedra Matki Bożej Fatimskiej w Kairze – jedna z czterech katedr Kościoła katolickiego w Kairze, główna świątynia chaldejskiej eparchii Kairu. Od 1993 bazylika mniejsza.

## Historia
W 1950 ze względu na rosnącą liczbę wiernych obrządku chaldejskiego rozpoczęto budowę nowego kościoła. W 1953 został on konsekrowany przez legata papieża Piusa XII, kardynała Eugène Tisseranta. Po utworzeniu 23 kwietnia 1980 eparchii w Kairze stał się katedrą diecezjalną.
6 kwietnia 1993 papież Jan Paweł II nadał świątyni tytuł bazyliki mniejszej.